# Kisszállás vasútállomás
Kisszállás vasútállomás egy Bács-Kiskun vármegyei vasútállomás, Kisszállás településen, a MÁV üzemeltetésében. A község központjától jó 4 kilométerre keletre helyezkedik el, Újfalu településrész mellett, közúti elérését az 53-as főútból kiágazó 54 318-as számú mellékút biztosítja.

## Vasútvonalak
Az állomást az alábbi vasútvonalak érintik:
- Budapest–Kelebia-vasútvonal

## Kapcsolódó állomások
A vasútállomáshoz az alábbi állomások vannak a legközelebb:
- Balotaszállás vasútállomás (Budapest–Kelebia-vasútvonal)
- Tompa megállóhely (Budapest–Kelebia-vasútvonal)

## Forgalom
| Járat | Útvonal | Gyakoriság |
| ----- | --- | ---------- |
|       | A vonalon a vasúti szolgáltatás szünetel, a vonatok helyett a Volánbusz járatai közlekednek. A legközelebbi buszmegálló: Kisszállás, körforgalom |            |